# Etilbenzol
Az etilbenzol egy szerves vegyület, pontosabban egy aromás szénhidrogén. A molekulája egy benzolgyűrűt tartalmaz, a gyűrűhöz egy etilcsoport kapcsolódik. Színtelen folyadék, a szaga a benzoléhoz hasonló. A természetben a kőszénkátrányban fordul elő kis mennyiségben. Gyakorlati jelentőségét az adja, hogy a sztirol gyártásának alapanyaga, ami fontos alapanyag a műanyagiparban.

## Kémiai tulajdonságai
Az etilbenzol gyakorlati szempontból legjelentősebb reakciója a dehidrogénezése. E folyamat során az etilbenzol sztirollá alakul. A reakció egyenlete:

Az etilbenzol dehidrogénezése sztirollá

## Előfordulása a természetben
A sztirol a természetben kis mennyiségben a kőszénkátrányban található meg. A kőszénkátrány feldolgozása során az etilbenzol az ún. xilolfrakcióba kerül. A kinyerése a kőszénkátrányból nehézkes, és nem is tudná fedezni a vegyipar szükségleteit.

## Előállítása
Az etilbenzolt etilénből és benzolból gyártják katalizátor jelenlétében. Ez a folyamat egy úgynevezett Friedel–Crafts-reakció (alkilezés). A katalizátor például alumínium-klorid lehet.
{\displaystyle \mathrm {C_{6}H_{6}+H_{2}C{=}CH_{2}\rightarrow C_{6}H_{5}{-}CH_{2}{-}CH_{3}} }

## Felhasználása
Az etilbenzolt főként sztirol gyártására használják fel. A sztirolt az iparban nagy mennyiségben alkalmazzák kiindulási anyagként polisztirol, egy elterjedt műanyag előállítására. Emellett az etilbenzol köztes termék számos más szerves vegyület előállításánál.